# ロシア連邦道路

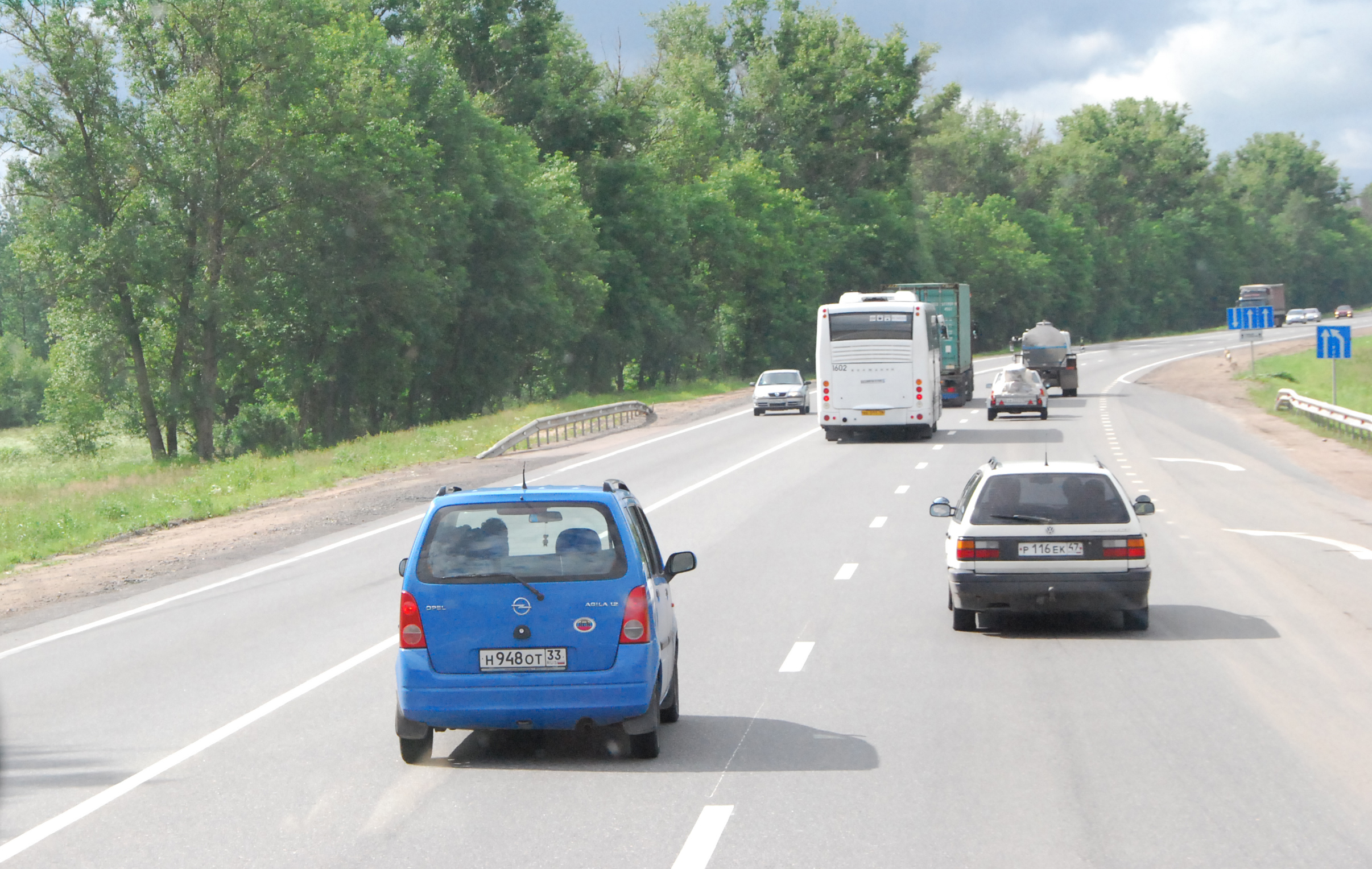
ロシア連邦道路M10をサンクトペテルブルクからモスクワ方面へ向かい、間もなくノヴゴロド

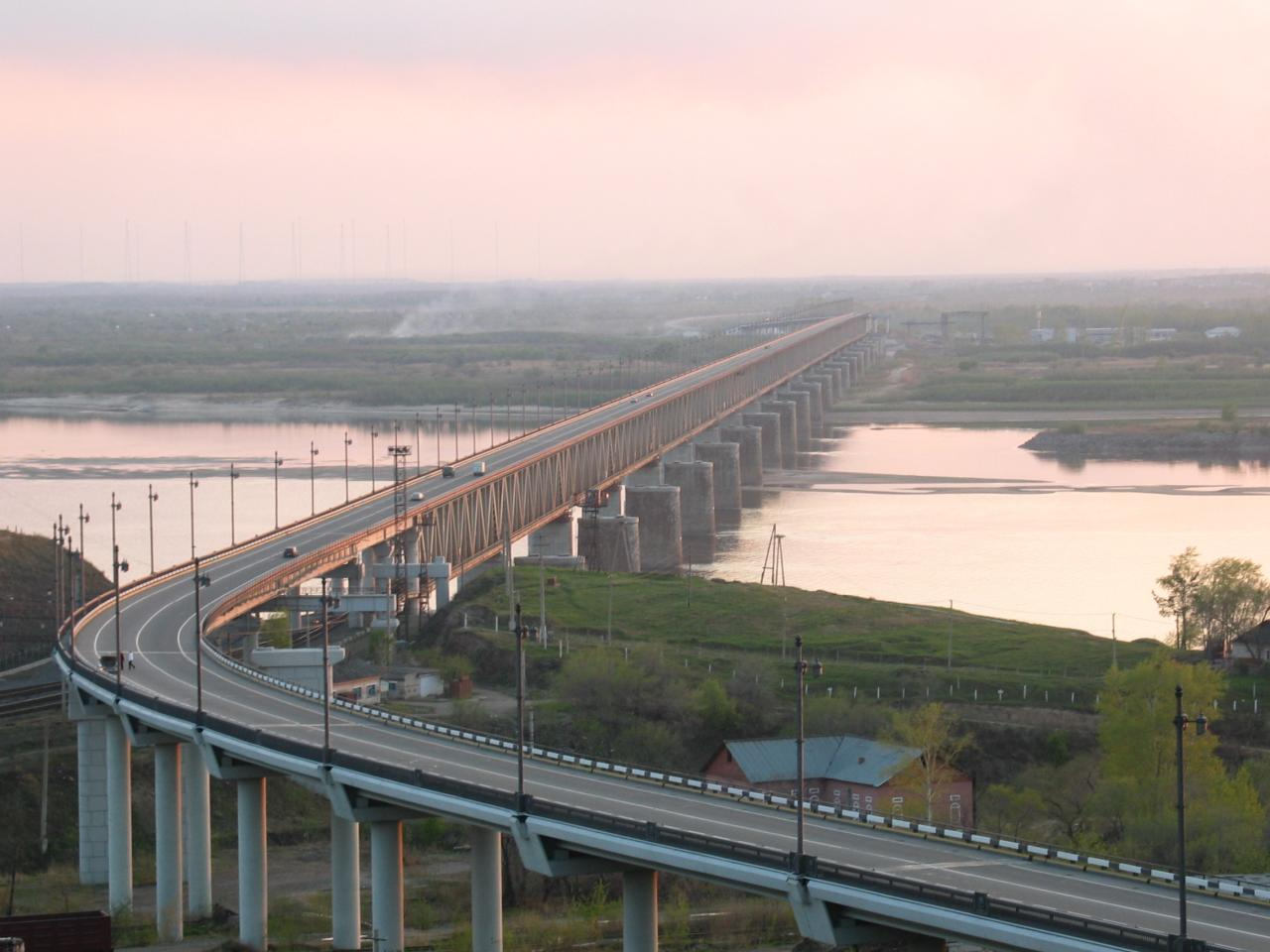
ロシア連邦道路R297は下に鉄道を抱えて、ハバロフスク橋でアムール川を渡る。

ロシア連邦道路（ロシアれんぽうどうろ）は、ロシア連邦の国道である。ロシア連邦政府・交通省下のロシア連邦道路局（Федеральное дорожное агентство）で計画・建設・管理されている。
2015年にはM1からA401まで（欠番を除いて）120本が存在した。また、欧州自動車道路、アジアハイウェイ網の一部をなしており、例を挙げればロシア連邦道路M4は欧州自動車道路のE115号線、E592号線、E97号線として指定されている。また、サンクトペテルブルク環状道路といった都市周回・環状道路もロシア連邦道路の指定を受けていることが多く（モスクワ環状道路は例外）、サンクトペテルブルク環状道路の場合「ロシア連邦道路A118」という正式な連邦道路番号を持っている。

## 概況
2018年1月1日から、ロシア連邦道路には次のような道路番号が用いられている。
- キリル文字「М」（ラテン文字の「M」と同じ）で始まる番号の道路は、首都モスクワから外国の首都または国内の連邦管区中心都市への連邦道路（ロシア語: Москва＝モスクワの略）
- キリル文字「Р」（ラテン文字の「R」に相当）で始まる番号の道路は、モスクワ以外の各連邦管区の中心都市に関連した主要な道路(ロシア語: Регион＝地方の略)
- キリル文字「А」（ラテン文字の「A」と同じ）で始まる番号の道路は、モスクワ以外の地方でも主要な道路(ロシア語: Автомагистраль＝自動車幹線道路の略)

かつて、ロシアの主要な連邦道路は全て「M」で始まった時期があった。

### 道路元標
ロシアの「道路元標」北緯55度45分21秒 東経37度37分04秒 / 北緯55.755831度 東経37.617673度（ヌレヴォイ・キロメートル）はモスクワ中心部「赤の広場」の主要出入り口を出た所の「マネージュ広場」にある。連邦の主要道路はおおむねモスクワ環状道路から出発しているので、道路元標からの距離の記述の運用は弾力的である。

ロシア連邦道路（付帯：モスクワおよびモスクワ州の連邦道路）:
Mで始まる道路
P（ローマ字のRに相当）で始まる道路
Aで始まる道路
予定道路

## 環状道路
ロシアの首都モスクワと第二の都市サンクトペテルブルクには、環状道路が設立されている。モスクワ環状道路など必ずしも連邦道路番号を持ったものではないが、モスクワの環状道路でも
- モスクワ小環状道路（Московское малое кольцо、ロシア連邦道路A107）、333km
- モスクワ中央環状道路（Central Ring Road、ロシア連邦道路A113）、525km
- モスクワ大環状道路（ロシア連邦道路A108）、564km

サンクトペテルブルクの
- サンクトペテルブルク環状道路（ロシア連邦道路A118）

は連邦道路番号も付帯している。

## モスクワからの放射状主要道路
モスクワからロシアの主要都市間を結ぶ道路として、主なものは（旧称は2017年12月まで）、
- ロシア連邦道路M1「ベラルーシ」: モスクワ（スモレンスク街道）  - スモレンスク - ベラルーシ国境へ（そこからミンスクへ）、440km
- ロシア連邦道路M2「クリミア: モスクワ（ワルシャワ街道） - クルスク - ベルゴロド - ウクライナ（クリミア共和国）国境へ、720km
- ロシア連邦道路M3「ウクライナ」:  モスクワ（レーニンスキー大通り、キエフ街道）  - カルーガ - ウクライナ国境へ（そこからキエフ - シンフェロポリ - セヴァストポリへ）、509km
- ロシア連邦道路M4「ドン」: モスクワ - ロストフ・ナ・ドヌ - ゲレンジーク - ノヴォロシースク
- ロシア連邦道路M5「ウラル」: モスクワ（リャザン街道） - リャザン - サマーラ - ロシア連邦バシコルトスタン共和国ウファ - チェリアビンスク、1880 km
- ロシア連邦道路M7「ヴォルガ」: モスクワ（ウラジーミル通り） - ウラジーミル - ニジュニノヴゴロト - ウファ、1,342km
- ロシア連邦道路M8「ホルモゴルイ」: モスクワ（ヤロスラヴリ街道） - ヤロスラヴリ - アルハンゲリスク、1,271km
- ロシア連邦道路M9「バルチア」: モスクワ - ヴェリーキエ・ルーキ - ラトヴィア共和国国境へ、610km
- ロシア連邦道路M10「ロシア」：モスクワ（トゥヴェルスカヤ通りまたはゴーリキー通り、レニングラード大通り） - シェレメーチエヴォ国際空港 -  トヴェリ - ノヴゴロド - プルコヴォ空港 - サンクトペテルブルク(（旧称：ロシア連邦道路M18）、706km
- ロシア連邦道路M11「ロシア唯一の長距離高速道路」（Moscow–Saint Petersburg Expressway）：モスクワ - サンクトペテルブルク（2018-2020年に全線開通見通し）[3]

などがよく知られている。カギ括弧「」内は愛称で、しばしば各道路の行く先である。カッコ（）内はモスクワ市内または近辺での街道名で、現代または昔の「ナポレオンのモスクワ遠征」などにしばしば言及される。

## モスクワ以外の地方の主要道路
モスクワ以外の各都市を結ぶ連邦道路で、主なものは（旧称は2017年12月まで）、
- ロシア連邦道路R21「コラ」: サンクトペテルブルク - ペトロザヴォーツク - ムルマンスク - ペチェンガ - ノルウェー国境へ（旧称：ロシア連邦道路M18）
- ロシア連邦道路R22「カスピ」: モスクワ - ヴォルゴグラード - アストラハン（旧称：ロシア連邦道路M6）1,381km
- ロシア連邦道路R23: サンクトペテルブルク - プスコフ - プストシカ - ネヴェリ - ベラルーシ国境へ（旧称：ロシア連邦道路M20）
- ロシア連邦道路R254「イルティシュ 」: チェリアビンスク - ノヴォシビルスク、1528 km（旧称：ロシア連邦道路M51）
- ロシア連邦道路R255「シベリア」: ノヴォシビルスク - イルクーツク、1860 km（旧称：ロシア連邦道路M53）
- ロシア連邦道路R256「チュヤ」：ノヴォシビルスク - アルタイ共和国ゴルノ＝アルタイスク - モンゴル国境へ、953 km
- ロシア連邦道路R257「エニセイ」：クラスノヤルスク - ハカス共和国アバカン - トゥバ共和国クズル - モンゴル国境へ（旧称：ロシア連邦道路M54）、1,113 km
- ロシア連邦道路R258「バイカル」: イルクーツク - チタ、1113 km（旧称：ロシア連邦道路M55）
- ロシア連邦道路R297「アムール」: チタ - ハバロフスク、2100 km（旧称：ロシア連邦道路M58）
- ロシア連邦道路R504「コルイマ」: ニジュニー・ベスチャ（ヤクーツクのレナ川対岸） - マガダン（旧称：ロシア連邦道路M56続き）

- ロシア連邦道路A147（A147 highway）：ジュブガ（Dzhubga） - ソチ - ジョージア国境へ
- ロシア連邦道路A180「ナルヴァ」：サンクトペテルブルク - イヴァンゴロド - エストニア国境へ、148 km
- ロシア連邦道路A181：サンクトペテルブルク - フィンランド国境、160.56 km
- ロシア連邦道路A360「レナ」: スコボロディノ（シベリア鉄道上の町） - ヤクーツク（旧称：ロシア連邦道路M56）
- ロシア連邦道路A370「ウスリー」: ハバロフスク - ウラジオストク（旧称：ロシア連邦道路M60）、760 km
- ロシア連邦道路A375: ハバロフスク - ナホトカ
- ロシア連邦道路A391: ユジノサハリンスク - コルサコフ
- ロシア連邦道路A392: ユジノサハリンスク - ホルムスク

## 通称道路

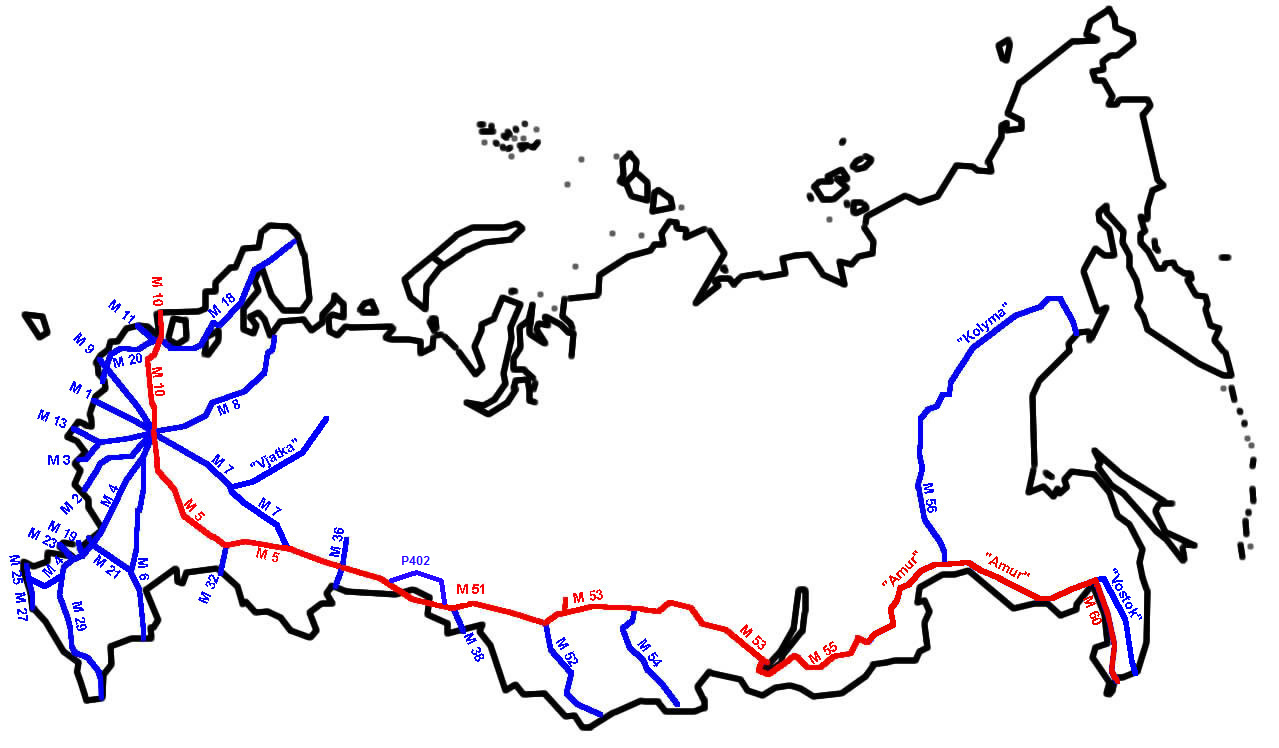
シベリア横断道路は7つの道路を合わせて呼ぶ（M51、M53、M55、M58、M60は旧称）。

- シベリア横断道路（サンクトペテルブルク～ウラジオストク）：上記のロシア連邦道路は上記の7つの道路を合わせて呼ぶ：M1、M5、R254、R255、R258、R297、A370（M51、M53、M55、M58、M60は旧称）
- 欧州自動車道路： E30号線、E105号線
- アジアハイウェイ：アジアハイウェイ6号線、アジアハイウェイ30号線